# Eriophorum comosum
Eriophorum comosum là loài thực vật có hoa trong họ Cói. Loài này được (Wall.) Nees mô tả khoa học đầu tiên năm 1834.